# Cryptolectica pasaniae
Cryptolectica pasaniae är en fjärilsart som beskrevs av Tosio Kumata och Hiroshi Kuroko 1988. Cryptolectica pasaniae ingår i släktet Cryptolectica och familjen styltmalar.
Artens utbredningsområde är Hongkong (Kina). Inga underarter finns listade i Catalogue of Life.